# Gobierno de Xiomara Castro
El gobierno de Xiomara Castro inició el 27 de enero de 2022 tras la victoria del Partido Libertad y Refundación en Coalición con el PSH y el PINU-SD en las elecciones generales de Honduras de 2021. Su mandato se extenderá hasta el 27 de enero de 2026, fecha en la que debe producirse la investidura de su sucesor(a).
Las promesas hechas por Castro crearon gran esperanza y expectativas sobre el nuevo gobierno por parte de la población hondureña.

## Toma de posesión
El cambio de mando se realizó el 27 de enero de 2022, en el Estadio Nacional de Tegucigalpa, capital de Honduras. La hasta entonces presidenta electa informó que su toma de mando no usaría medios económicos del Estado hondureño, por lo que la Comisión de Traspaso de Mando Presidencial inició una recaudación a nivel nacional para conseguir los fondos necesarios para la ceremonia, llegando a recaudar unos 36 millones de lempiras. Entre los donantes se encontró la República de Taiwán. Como parte de los preparativos, la Comisión realizó varias mejoras y reparaciones al estadio, las cuales tuvieron un costo de 28 millones 293 mil lempiras. Entre ellas, se pintó casi en su totalidad, en colores blanco, turquesa y azul turquesa; siendo ese último el color de la imagen del nuevo gobierno. El mismo tono de azul es el que Castro usó de manera inédita en su banda presidencial, y el que, comenzado su gobierno, pasó a usarse en la Bandera Nacional —esto para cumplir con el «azul turquesa» que por ley debe tener la misma. Debido a la crisis institucional que atravesaba el Congreso Nacional y a la ausencia en la ceremonia del presidente del Poder Judicial, Castro fue juramentada por la jueza Karla Romero.
A su investidura asistieron: el rey de España Felipe VI, los presidentes Carlos Alvarado de Costa Rica y Laurentino Cortizo de Panamá, el primer ministro de Belice Juan Antonio Briceño, las vicepresidentas Kamala Harris de Estados Unidos, Raquel Peña de Antuña de República Dominicana y Cristina Fernández de Kirchner de Argentina —acompañada, entre otros, de la ministra de las Mujeres, Géneros y Diversidad, Elizabeth Gómez Alcorta—; los vicepresidentes William Lai de Taiwán, Salvador Valdés Mesa de Cuba y Félix Ulloa de El Salvador —junto al presidente de la Asamblea Legislativa de El Salvador, Ernesto Castro Aldana—; el presidente electo de Chile Gabriel Boric y el expresidente de Bolivia Evo Morales. Entre otras personalidades, también asistieron los cancilleres de México, Nicaragua y Bolivia; y el vicecanciller de Colombia. El presidente saliente Juan Orlando Hernández no se presentó a la ceremonia, deseándole éxito a las nuevas autoridades de gobierno en una cadena el día anterior.
En su primer discurso como presidenta, Castro prometió concentrar los esfuerzos de su gobierno en las materias de educación, salud, seguridad y empleo. Dijo que el país se hallaba en una «catástrofe económica» y que en los primeros 100 días tomaría medidas urgentes para la «refundación del país». Entre sus promesas concretas, anunció que al día siguiente iniciaría pláticas con los maestros para el retorno a clases presenciales (suspendidas por la pandemia), que enviaría un proyecto de ley para subsidiar los combustibles y otro para que dar energía gratis a las familias que consumen menos de 150 kW al mes, que renegociaría las cláusulas del CAFTA, bajaría los intereses bancarios, no extendería permisos para la explotación de minas abiertas ni de minerales, ríos, cuencas hidrográficas, parques nacionales y bosques nublados; y que pediría la instalación de una comisión internacional contra la corrupción y la impunidad con el apoyo de la ONU. «Debemos arrancar de raíz la corrupción de doce años de dictadura», expresó. También dijo que durante su gobierno, los adultos mayores, las personas con capacidades especiales, la niñez y la juventud, los pueblos indígenas y afrodescendientes, y la comunidad LGBT tendrían «un lugar y atención precisa».

## Estructura y gabinete
Horas antes de su toma de posesión, la presidenta Xiomara Castro anunció a los principales funcionarios de su gobierno. Este lo conformaron 35 personas del Partido Libre, dos del Partido Salvador de Honduras, uno del Partido Liberal, uno del movimiento independiente Honduras Humana y otro sin afiliación. Los nombramientos de su hijo Héctor Manuel Zelaya como secretario privado de la Presidencia y de su sobrino político José Manuel Zelaya como ministro de Defensa generaron críticas por considerarlos como nepotismo.
Inicialmente, 25 % de los puestos fueron asignados a mujeres, con 5 de las 16 secretarías estando al mando de una mujer. Dichas secretarías suman un presupuesto de 6.5 mil millones de lempiras anual, mientras que las dirigidas por hombres sumaron 80 mil millones de lempiras.
El 6 de abril de 2022, mediante un decreto ejecutivo se volvieron a crear las secretarias de Transparencia y Lucha Contra la Corrupción (STLCC) —antes Secretaría de Transparencia—, de Infraestructura y Transporte (SIT) —antes Secretaría de Infraestructura y Servicios Públicos—, de Desarrollo Social —antes Secretaría de Desarrollo e Inclusión Social— y de Planificación Estratégica. Se crearon la Secretaría de las Culturas, las Artes y los Patrimonios de los Pueblos de Honduras —suprimida durante el gobierno anterior— y la Secretaría para el Desarrollo y Seguimiento de Proyectos de la Secretaría de la Presidencia. Y se suprimieron los cinco gabinetes sectoriales, la Secretaría de Coordinación de Gobierno, así como otras entidades y programas del gobierno anterior.
| Organismo                                                                          | Titular                                    | Periodo                                        |
| En colaboración directa con la Presidencia                                         | En colaboración directa con la Presidencia | En colaboración directa con la Presidencia     |
| ---------------------------------------------------------------------------------- | ------------------------------------------ | ---------------------------------------------- |
| 1.ª designatura presidencial                                                       | Salvador Nasralla                          | Ene 2022 - may 2024                            |
| 1.ª designatura presidencial                                                       | Doris Gutiérrez                            | May 2024 - actualidad                          |
| 2.ª designatura presidencial                                                       | Doris Gutiérrez                            | Ene 2022 - may 2024                            |
| 2.ª designatura presidencial                                                       | Renato Florentino Pineda                   | May 2024 - actualidad                          |
| 3.ª designatura presidencial                                                       | Renato Florentino Pineda                   | Ene 2022 - may 2024                            |
| 3.ª designatura presidencial                                                       | -                                          | May 2024 - actualidad                          |
| Secretaría Privada de la Presidencia                                               | Héctor Zelaya Castro                       | Ene 2022 - actualidad                          |
| Asesoría en materia de Transparencia y Combate a la Corrupción                     | Edmundo Orellana                           | Ene 2022 - abr 2022 (convertida en secretaría) |
| Asesoría en materia de Comunicaciones de la Presidencia                            | Milton Benítez                             | Ene 2022 - actualidad                          |
| Asistencia de la Presidencia en Atención a los Presos Políticos y Sociales         | Pedro Joaquín Amador                       | Ene 2022 - actualidad                          |
| Asesoría de la Presidencia en Materia Laboral                                      | Olvin Rodríguez                            | Ene 2022 - actualidad                          |
| Comisión Presidencial Contra las ZEDE                                              | Fernando García                            | Ene 2022 - actualidad                          |
| Dirección Presidencial de Planificación                                            | Ricardo Salgado                            | Ene 2022 - actualidad                          |
| Gestión por Resultados/Casa Presidencial                                           | Julio Navarro                              | Ene 2022 - actualidad                          |
| Enlace Municipal Casa Presidencial                                                 | Nelson Licona                              | Ene 2022 - actualidad                          |
| Secretarías de Estado                                                              |                                            |                                                |
| Secretaría de la Presidencia                                                       | Rodolfo Pastor de María Campos             | Ene 2022 - jul 2024                            |
| Secretaría de la Presidencia                                                       | Sarahí Cerna                               | Jul 2024 - actualidad                          |
| Secretaría de Desarrollo Social                                                    | José Carlos Cardona                        | Ene 2022 - actualidad                          |
| Secretaría de Finanzas                                                             | Rixi Moncada                               | Ene 2022 - ene 2024                            |
| Secretaría de Finanzas                                                             | Marlon Ochoa                               | Ene 2024 - Sep 2024                            |
| Secretaría de Finanzas                                                             | Christian Duarte                           | Sep 2024 - actualidad                          |
| Secretaría de Justicia, Gobernación y Descentralización                            | Tomás Vaquero                              | Ene 2022 - actualidad                          |
| Secretaría de Relaciones Exteriores                                                | Eduardo Enrique Reina                      | Ene 2022 - actualidad                          |
| Secretaría de Transparencia y Lucha contra la Corrupción                           | Edmundo Orellana                           | Ene 2022 - jun 2023                            |
| Secretaría de Transparencia y Lucha contra la Corrupción                           | Jaime Reinaldo Turcios Oreamuno            | Jun 2023 - mar 2024                            |
| Secretaría de Transparencia y Lucha contra la Corrupción                           | Sergio Vladimir Coello                     | Mar 2024 - actualidad                          |
| Secretaría de Planificación Estratégica                                            | Ricardo Salgado                            | Abr 2022 - actualidad                          |
| Secretaría de Desarrollo Económico                                                 | Pedro Barquero                             | Ene 2022 - abr 2023                            |
| Secretaría de Desarrollo Económico                                                 | Fredis Cerrato                             | Jun 2023 - actualidad                          |
| Secretaría de Asuntos de la Mujer                                                  | Doris García Paredes                       | Feb 2022 - actualidad                          |
| Secretaría de Seguridad                                                            | Ramón Sabillón                             | Ene 2022 - jun 2023                            |
| Secretaría de Seguridad                                                            | Gustavo Sánchez Velásquez                  | Jun 2023 - actualidad                          |
| Secretaría de Defensa                                                              | José Manuel Zelaya Rosales                 | Ene 2022 - ago 2024                            |
| Secretaría de Defensa                                                              | Rixi Moncada                               | Sep 2024 - May 2024                            |
| Secretaría de Defensa                                                              | Xiomara Castro                             | May 2024 - actualidad                          |
| Secretaría de Salud                                                                | José Manuel Matheu                         | Feb 2022 - ene 2024                            |
| Secretaría de Salud                                                                | Carla Paredes                              | Ene 2024 - actualidad                          |
| Secretaría de Recursos Naturales y Ambiente                                        | Lucky Medina                               | Ene 2022 - actualidad                          |
| Secretaría de Educación                                                            | Daniel Enrique Sponda                      | Ene 2022 - actualidad                          |
| Secretaría de Derechos Humanos                                                     | Natalie Roque                              | Ene 2022 - feb 2024                            |
| Secretaría de Derechos Humanos                                                     | Angélica Álvarez                           | Feb 2024 - actualidad                          |
| Secretaría de Agricultura y Ganadería                                              | Laura Suazo                                | Ene 2022 - actualidad                          |
| Secretaría de Energía                                                              | Erick Tejada                               | Ene 2022 - actualidad                          |
| Secretaría de Infraestructura y Transporte                                         | Mauricio García                            | Ene 2022 - actualidad                          |
| Secretaría de Trabajo y Seguridad Social                                           | Sarahí Cerna                               | Ene 2022 - jun 2024                            |
| Secretaría de Turismo                                                              | Yadira Gómez                               | Ene 2022 - actualidad                          |
| Secretaría de las Culturas, las Artes y los Patrimonios de los Pueblos de Honduras | Anarella Vélez                             | Ene 2022 - actualidad                          |
| Secretaría de Gestión de Riesgos y Contingencias Nacionales                        | Ramón Soto Bonilla                         | Feb 2022 - feb 2023                            |
| Secretaría de Gestión de Riesgos y Contingencias Nacionales                        | Darío García                               | Feb 2023 - jun 2024                            |
| Secretaría de Gestión de Riesgos y Contingencias Nacionales                        | José Jorge Fortín                          | Jun 2024 - actualidad                          |
| Secretaría de la SAR                                                               | Marlon Ochoa                               | Ene 2022 - ene 2024                            |
| Secretaría de la SAR                                                               | Cristian Duarte                            | Ene 2024 - actualidad                          |
| Secretaría de la Juventud                                                          | Zulmit Rivera                              | Feb 2022 - actualidad                          |
| Secretaría Nacional de Ciencia, Tecnología e Innovación                            | Luther Castillo Harry                      | Ene 2022 - actualidad                          |
| Secretaría de Prensa                                                               | Ivis Alvarado                              | Ene 2022 - actualidad                          |
| Secretaría de Estado para el Desarrollo y Seguimiento de Proyectos y Acuerdos      | Fabiola Abudoj Mena                        | May 2022 - actualidad                          |
| Secretaría de la Niñez, la Adolescencia y la Familia                               | Lizzeth Armandina Coello Gómez             | Sep 2023 - actualidad                          |

## Primeros 100 días
El gobierno de Xiomara Castro comenzó en medio de una crisis política que mantenía dividido al Congreso Nacional en dos facciones con dos juntas directivas diferentes, una de ellas escogida de manera ilegal y apoyada por Castro. El 7 de febrero se acordó mediante un acuerdo político que esta última junta fuese la que dirigiese el Congreso Nacional.
En los primeros 100 días de gobierno desde la asunción de la gobernante, se implementaron medidas orientadas a dar cumplimiento a algunas de las promesas que Castro dijo en su discurso de toma de posesión que cumpliría durante sus primeros meses. Otras no fueron implementadas o no tuvieron un avance claro, tales como: la reducción de los intereses en la banca para incentivar la producción, el fomento de la agroforestación, la industria y el turismo; y la definición de una política fiscal y monetaria o de una política exterior «solidaria». Tampoco hubo avances significativos en la creación de un "gobierno digital", en las investigaciones sobre el asesinato de la líder ambientalista Berta Cáceres o la atención para adultos mayores, niñez y juventud, pueblos originarios y afrodescendientes, y personas LGBT.

### Medidas tomadas

#### Subsidios
Energía eléctrica gratis
El 2 de febrero la facción del Congreso Nacional apoyada por Castro aprobó una iniciativa de ley del Ejecutivo creando un subsidio que da energía eléctrica gratuita a las residencias con un solo contador que consumen menos de 150 kilovatios-hora mensuales. El subsidio beneficia a alrededor de 1.3 millones de clientes generando un costo mensual de 540.9 millones de lempiras, el cual es absorbido en un 40 % por los clientes no residenciales y en un 60 % por el Estado. Tanto el director ejecutivo de la Cámara de Comercio e Industrias de Tegucigalpa, Rafael Medina, como el economista del Foro Social de la Deuda Externa y Desarrollo de Honduras, Ismael Zepeda, opinaron que la iniciativa debió estar enfocada en las familias pobres y no en los usuarios que consumen poca energía eléctrica, pues algunos de ellos sí tienen la capacidad económica para pagar la factura. El primero dijo también que el costo debió ser absorbido en su totalidad por el Estado.
Rebaja al precio de los combustibles
También el 2 de febrero la facción del Congreso Nacional apoyada por Castro aprobó una rebaja de 10 lempiras al galón de los combustibles durante el 2022. Sin embargo, la invasión rusa de Ucrania iniciada 22 días después elevó el precio de los combustibles a cifras históricas.

#### Reformas legales
Modificación del presupuesto nacional
El 24 de febrero, la secretaria de Finanzas Rixi Moncada presentó en Casa Presidencial un informe sobre la situación financiera del país, afirmando que el gobierno de Castro heredó un Estado en bancarrota con «cifras manipuladas y bajo preceptos de corrupción, con la institucionalidad desplomada y hundida». También afirmó que el presupuesto general de la República aprobado por el gobierno anterior para el año 2022 era falso, corrupto y no reflejaba la realidad del país. Por ello, el 7 de abril el Congreso Nacional aprobó una modificación al presupuesto enviada por el Ejecutivo. El nuevo presupuesto, sin embargo, fue aumentado en 52 mil millones de Lempiras, aumentando el presupuesto de 55 entes gubernamentales; entre estos: las secretarías de Educación y Salud, la Administración Central con un aumento de 5.37 mil millones de lempiras, la Secretaría de Energía de 19.09 mil millones, el Banco Nacional de Desarrollo Agrícola de 3.45 mil millones y el Instituto de Previsión del Magisterio de 1.22 mil millones.
Derogación de la Ley de Secretos
El 1 de marzo el Congreso Nacional derogó de forma unánime la Ley de Clasificación de Documentos Públicos, conocida como Ley de Secretos, aprobada en 2013 y que habilitaba al presidente de la República y directores de otros organismos públicos a clasificar la información oficial como «reservada» o «confidencial». Con el amparo de esta ley se ocultaba la información sobre la gestión de recursos de al menos 17 instituciones estatales, incluyendo Casa Presidencial, por lo que la misma había sido ampliamente criticada como un mecanismo de corrupción que impedía la investigación. Con su derogación se ordenó desclasificar toda la información reservada y remitirla al Instituto de Acceso a la Información Pública.
Derogación de la Ley de Empleo por Hora
El 28 de abril el Congreso Nacional derogó la Ley de Empleo por Hora aprobada en enero de 2014, por considerársela por muchos una ley violatoria de los derechos de los trabajadores. La medida fue aplaudida por las centrales obreras tales como la Central Unitaria de Trabajadores de Honduras, la Colectiva de Mujeres Hondureñas y la Central General de Trabajadores. Otros, como el presidente del Consejo Hondureño de la Empresa Privada (COHEP), Mateo Yibrín, consideraron que la derogación total de la Ley fue un error y solo debió modificarse. También el presidente de la Cámara de Comercio e Industria de Cortés (CCIC), Eduardo Facussé, dijo que el Congreso debía crear una solución alternativa. Al momento de la derogación, 40 mil personas estaban siendo empleadas bajo la modalidad del empleo por hora según estimaciones del COHEP y la CCIC. El Congreso dio un vacatio legis de 60 días y prohibió a las empresas despedir a las personas que aún trabajaban bajo esa modalidad, aunque según Yibrín muchas empresas ya habían empezado a despedir a sus empleados. 
Derogación de las ZEDE
El 20 de abril el Congreso Nacional aprobó de manera unánime la derogación de las Zonas de Empleo y Desarrollo Económico (ZEDE).

#### Indultos
Libertad para presos de Guapinol
El 10 de febrero la Sala de lo Constitucional de la Corte Suprema de Justicia decidió por unanimidad fallar a favor de dos recursos de amparo en el caso Defensores del Río Guapinol y San Pedro, por el que 8 defensores del medio ambiente fueron encarcelados arbitrariamente. La resolución indica que a los acusados se les negó una «tutela judicial efectiva», por lo cual quedaron en libertad tras 29 meses de prisión.
Restitución de la nacionalidad al padre Andrés Tamayo
El 22 de febrero la Secretaría de Gobernación, Justicia y Descentralización, mediante la resolución No. 321-2022 restituyó la nacionalidad hondureña al padre Andrés Tamayo, expulsado de Honduras después del golpe de Estado de 2009 bajo acusaciones de sedición.
Ley de condena al golpe de Estado
El 4 de febrero se emitió la Ley para la Reconstrucción del Estado Constitucional de Derecho y para que los Hechos No se Repitan, la cual:
- derogó el Decreto Legislativo No. 141-2009 que separó de su cargo de presidente de la República a Manuel Zelaya, por considerarlo ilegal;
- nombró una plaza pública en honor a Isy Obed —el primer asesinado durante las manifestaciones después del golpe de estado de 2009 y considerado el "primer mártir" de La Resistencia— y extendió un programa de ayuda a los familiares de las demás víctimas.
- reconoció la validez del Acuerdo de Cartagena por el cual el gobierno de Honduras presidido por Porfirio Lobo se comprometió a permitir el regreso de Manuel Zelaya al país para continuar su carrera política;
- extendió una amnistía para quienes fueron funcionarios durante el gobierno de Manuel Zelaya (27 de enero de 2006-28 de junio de 2009) y que enfrentaron cargos penales por «motivaciones políticas»;
- extendió una amnistía para quienes ejercieron el derecho a la protesta social y la desobediencia civil, para quienes defendieron la democracia, la soberanía y los recursos ambientales, y para los miembros de entes sociales y gremiales que fueron criminalizados después del golpe de Estado;
- Creó una Comisión Internacional contra la Corrupción e Impunidad en Honduras bajo la asesoría de la Organización de las Naciones Unidas, facultando a la presidenta de Honduras a suscribir un convenio con esta.

#### Otros
Instalación de la CICIH
El 17 de febrero el secretario de Relaciones Exteriores, Eduardo Enrique Reina, anunció que se había remitido oficialmente una carta a la Secretaría General de la ONU donde la presidenta Xiomara Castro solicitaba apoyo para la creación de una Comisión Internacional Contra la Impunidad en Honduras (CICIH).
Protección al medio ambiente
El 1 de marzo el Gobierno, a través de la Secretaría de Recursos Naturales y Ambiente, declaró al país «libre de minería a cielo abierto» y anunció la revisión, suspensión y cancelación de las licencias, permisos y concesiones. Esto por ser una práctica lesiva al medio ambiente y la salud pública. El Gobierno también prometió intervenir «inmediatamente» para conservar las áreas de «alto valor ambiental» en beneficio de la población. El 21 del mismo mes la misma secretaría declaró emergencia ambiental en Honduras y anunció la implementación de un plan de rescate de las áreas naturales.
Retorno a clases presenciales, merienda escolar y vacunación a menores
El 18 de abril las autoridades de Educación ordenaron el retorno a clases presenciales, sin embargo el mismo no se dio en un 100 % debido a que muchos maestros no atendieron el llamado o los centros educativos se encontraban en condiciones precarias. Según la Asociación por una Sociedad más Justa, un mes después un 80 % de los centros educativos en el país había retornado a clases presenciales, mientras que para mediados de junio esta cifra subió al 95 % según la viceministra de Educación, Marisela Figueroa. Por otro lado, la merienda escolar no fue implementada y la vacunación contra el covid-19 para menores de edad no se efectuó en varias regiones del país.

## Política económica
El gobierno de Xiomara Castro enfrentó una gran alza al precio de los combustibles provocada por la invasión rusa de Ucrania iniciada el 24 de febrero de 2022; esto a pesar de que el gobierno había aprobado ese mismo mes una rebaja de 10 lempiras al galón de combustibles durante ese año.
Debido al alto precio que la canasta básica alcanzó durante 2022, el Gobierno, mediante decreto Ejecutivo PCM 04-2022, congeló los precios de 40 productos de la canasta básica del 2 de diciembre de ese año al uno de enero de 2023.
Debido a la ruptura de las relaciones diplomáticas y comerciales con Taiwán, en los primeros siete meses del 2024 la industria camaronera perdió 43 millones de dólares y 6 mil empleos, según la Asociación Nacional de Acuicultores de Honduras (Andah). Dicha ruptura supuso un pago de arancel del 20 % por la entrada de camarón hondureño a Taiwán. Honduras pasó a exportar camarón libre de arancel a la República Popular China desde julio de 2024; país que compra el camarón a 3 dólares menos por kilo de lo que lo hace Taiwán.

## Política social
En febrero de 2022, detuvo el desalojo de familias indígenas que se disputaban con un empresario la propiedad de un gran terreno al sur de la capital.

### Obras públicas
Durante la administración de la presidenta Xiomara Castro y mediante la Comisión Nacional de Deportes, Educación Física y Recreación (CONDEPOR) se han construido o restaurado 75 canchas a nivel nacional —según reportes del Gobierno—, así como otras obras:
| Descripción | Inauguración | Costo (en millones de lempiras) | Fuente |
| --- | ------------ | ------------------------------- | ------ |
| Remodelación de cancha de baloncesto en el Parque La Leona del Distrito Central                                                                     | May, 2025    | -                               | [ 62 ] |
| Canchas en las colonias Hato de Enmedio y Óscar A. Flores del Distrito Central, y reconstrucción de la Escuela Experimental de Niños para la Música | May, 2025    | 7.4                             | [ 63 ] |
| Planta de energía eléctrica en El Progreso, Yoro | Abr, 2025    | 10.2                            | [ 64 ] |
| Reconstrucción de escuela Manuel de Jesús Valencia en La Lima, Cortés                                                                               | May, 2025    | 19.4                            | [ 65 ] |
| Carretera de concreto hidráulico en Naco/Quimistán                                                                                                  | Oct, 2024    | 544.7                           | [ 66 ] |
| Carretera de concreto hidráulico entre Amapa y San Antonio de Cortés                                                                                | Oct, 2024    | 150                             | [ 67 ] |
| Planta potabilizadora de agua y tanque de almacenamiento en San Francisco de Becerra, Olancho                                                       | Feb, 2024    | 12.7                            | [ 68 ] |
| Nuevo césped en el Estadio Nacional Chelato Uclés                                                                                                   | May, 2023    | 32.4                            | [ 69 ] |

## Política ambiental
A pesar de que en marzo de 2022 el Gobierno declaró al territorio nacional como «libre de minería a cielo abierto», hasta abril de 2024 la práctica no se ha detenido en el país. Así lo afirman representantes de asociaciones como el Bufete Justicia para los Pueblos o la Red Nacional de Comunidades Afectadas por la Minería en Honduras (Renacamih). La representante de Renacamih, Xiomara Gaitán, afirmó además que durante el periodo de gobierno «es cuando más estamos siendo violentados y afectados».
Honduras es uno de los pocos países de Latinoamérica que no está adherido al Acuerdo de Escazú, a pesar de la recomendación de organizaciones internacionales, así como de la Red Hondureña por Escazú. En 2023 la relatora de la ONU para la promoción y protección del derecho a la libertad de expresión, Irene Khan, y el relator especial de la ONU sobre la promoción y protección de los herechos humanos en el contexto de cambio climático, Ian Fry, instaron a Honduras a firmar el acuerdo.
El 26 de marzo de 2022 el Movimiento Amplio por la Dignidad y la Justicia (MADJ) emitió un «comunicado urgente» donde alertaba sobre la destrucción de un cementerio de la comunidad maya chortí de Azacualpa, municipio de La Unión, Copán; por parte de la empresa Minosa, la cual estaba operando de manera ilegal. También denunció ataques verbales y de represión física por parte de la empresa. La empresa continuó con sus actividades, destruyendo el cementerio.
La empresa minera Inversiones Los Pinares del Grupo Emco Holding –presidido por el empresario Lenir Pérez– siguió operando en el país, en la comunidad de Guapinol, del municipio de Tocoa, Colón, donde instaló un mega proyecto minero en el Parque Nacional Carlos Escaleras pese a no contar con ninguna licencia ambiental. Tres ambientalistas que se oponían a ese proyecto fueron asesinados en 2023: Alí Domínguez y Jairo Bonilla en enero, y Óscar Oquelí, hermano mayor de Domínguez, en junio.
En enero de 2023 Xiomara Castro inauguró el Programa Ambiental Andrés Tamayo 2023, de prevención de incendios forestales y reforestación que abarcaba 150 de los 298 municipios del país.

### Estado de emergencia ambiental
El 22 de mayo de 2024 el Consejo Nacional de Defensa y Seguridad (CNDF), presidido por la presidenta de la República, emitió una resolución declarando el «estado de emergencia ambiental de los bosques de Honduras, la defensa de las áreas protegidas y las zonas productoras de agua», anunciando una inversión de 242.9 millones de dólares entre 2024 y 2026 para proteger la selva. El CNDF emitió órdenes al Ministerio Público, tales como neutralizar y controlar las carreteras utilizadas para cometer delitos ambientales y actividades asociadas al crimen organizado, investigar el otorgamiento de títulos de propiedad del patrimonio público nacional inscritos ilegalmente en el Instituto de la Propiedad, en especial los que han despojado a las comunidades; y presentar un informe en 7 días. También ordenó a las Fuerzas Armadas aumentar hasta 8,000 soldados en los batallones de protección ambiental y decomisar y destruir la maquinaria que «depreda bosques, ríos, montañas y áreas protegidas». 
Se anunció la anulación de las autorizaciones extendidas por el Instituto Nacional Agrario en áreas forestales y se ordenó el desalojo «de las actividades de agricultura, ganadería, minería, dragado de ríos y construcción de proyectos de urbanización» en el núcleo de las áreas protegidas. Se asignaron 3 jueces de la Corte Suprema de Justicia y tres fiscales del Ministerio Público para penar a quienes comentan delitos ambientales. Se ordenó la creación de la Comisión para la Cero Deforestación y se creó la estrategia Cero Deforestación, que tendrá un presupuesto de mil millones de lempiras (40,5 millones de dólares) en 2024, 2 mil millones de lempiras (80,9 millones de dólares) en 2025 y 3 mil millones (121,5 millones de dólares) en 2026.

### Asesinato de líderes ambientalistas
Según Front Line Defenders, en 2022 Honduras fue el quinto país a nivel mundial con el mayor número de asesinatos a personas defensoras de los derechos indígenas, la tierra, el territorio y el ambiente; reportando 17 asesinatos. Por otro lado, ese año Global Witness reportó 14 asesinatos a defensores de la tierra y ambiente, posicionando a Honduras en el cuarto lugar. El 2023, la misma organización reportó el asesinato de 18 ambientalistas en Honduras, que pasó a ocupar el tercer lugar. En ambos años Honduras fue el país donde hubo la mayor cantidad de asesinatos de ambientalistas per cápita.

## Políticas sobre derechos humanos

### Derechos reproductivos
El 8 de marzo de 2023, la presidenta Xiomara Castro firmó el Acuerdo Ejecutivo 75-2023, con el que se autorizó la libre comercialización y uso de la pastilla de anticoncepción de emergencia ("PAE"). Con esto, la PAE y otros anticonceptivos se entregarían de manera gratuita en los centros de salud del país y las farmacias ya no podrían exigir una receta médica para venderlas. Honduras era uno de los pocos países de América Latina donde la PAE era ilegal, taniendo al momento de su legalización la segunda mayor tasa de embarazos adolescentes de la región. Su prohibición se dio en 2009, durante mandato de Roberto Micheletti. Varias organizaciones de las Naciones Unidas felicitaron la decisión, entre ellas el Sistema de las Naciones Unidas, la Oficina del Alto Comisionado de las Naciones Unidas para los Derechos Humanos (Oacnudh) y el Fondo de Población de las Naciones Unidas (UNFPA).

### Libertad de expresión
A finales de abril de 2025, la Sociedad Interamericana de Prensa (SIP) acusó en su informe una política estatal que buscaba «intimidar a los medios para evitar que se divulguen decisiones gubernamentales y casos de corrupción». La SIP mencionó su rechazo a las querellas interpuestas por:
- El Sistema Nacional de Emergencia 911 en enero de 2025 contra periodistas y directivos del periódico El Heraldo, por publicar una investigación sobre contratos para un proyecto de instalación de cinco mil cámaras de seguridad. En ese momento la SIP pidió que la querella por injurias fuese retirada.[80]
- El secretario de Finanzas, Christian Duarte Chávez, y el tesorero general de la República, Salomón Hernández Rodríguez, quienes presentaron dos querellas en contra de Dagoberto Rodríguez Coello, director de Radio Cadena Voces (RCV), en marzo de 2025, tras la publicación de un reportaje sobre presuntas irregularidades en el manejo de fondos públicos para su uso en actividades proselitistas. Las querellas no fueron admitidas.

La SIP condenó además una «campaña de hostigamiento» contra periodistas y medios de comunicación, por parte del jefe del Estado Mayor Conjunto de las Fuerzas Armadas, Roosevelt Hernández, quien habría impulsado acciones judiciales contra medios para forzarlos a revelar sus fuentes. Entre los medios afectados por acciones de los jefes militares se encontraron El Heraldo, La Prensa, La Tribuna, Corporación Televicentro, Abriendo Brecha, Radio América, Radio Cadena Voces, HCH, Proceso Digital, CHTV, Q’Hubo Tv, Hondudiario, Criterio.hn y Noticias 24/7.
El informe de la SIP recoge la declaración del Colegio de Periodistas de Honduras, que denunció una «creciente judicialización, intimidación y escalada de ataques» desde el gobierno y sectores oficialistas. En ese sentido, el Observatorio para la Democracia señaló que 15 altos funcionarios del actual gobierno encabezaban esa política de ataque, y la organización C-Libre registró 199 agresiones en contra de 64 medios de comunicación en los anteriores 18 meses. La SIP también mencionó los casos de:
- Esdras Amado López, un duro crítico del gobierno y quien fue detenido por denuncias de maltrato contra su esposa. La detención se realizó, dice la SIP, haciendo uso excesivo de la fuerza, movilizando a más de 20 agentes de la Policía Nacional.
- El programa radial Interpretando la Noticia, en Radio Globo, cerrado en septiembre de 2024. Una de sus conductores, Lidieth Díaz —en ese momento también regidora capitalina del partido Libre—, afirmó que el cierre del programa se dio por presiones de la presidenta Castro y su equipo, que se extendieron por un año hacia ejecutivos de Radio Globo. Según Díaz, se buscaba que el programa, que criticó el escándalo del narcovideo de Carlos Zelaya, siguiera la línea gubernamental.[81][n 4]

Según el Observatorio de la Democracia, conformada por 18 organizaciones de la sociedad civil hondureña, desde enero hasta octubre de 2024 se realizaron varios ataques por parte de funcionarios. Algunos de los funcionarios que registró el Observatorio fueron:
| Funcionario               | Cargo                                                | Publicaciones con ataques | % respecto al total de publicaciones realizadas |
| ------------------------- | ---------------------------------------------------- | ------------------------- | ----------------------------------------------- |
| Gilberto Ríos Munjía      | Director ejecitivo del Fondo Social para la Vivienda | 526                       | 40.4                                            |
| Ricardo Salgado           | Ministro de Planificación Estratégica                | 247                       | 87                                              |
| Gerardo Torres Zelaya     | Vicecanciller de Política Exterior                   | 243                       | 25.3                                            |
| José Carlos Cardona Erazo | Ministro de Desarrollo Social                        | 203                       | 23.2                                            |
| Roberto Quesada           | Representante de Honduras ante la OEA                | 165                       | 53.1                                            |

## Política de seguridad
El 25 de noviembre de 2022, se declaró el estado de emergencia para hacer frente a la criminalidad. Honduras, junto con Guatemala y El Salvador, pertenece al «triángulo de la muerte» de Centroamérica, una región asolada por la violencia, la pobreza y la corrupción. El 3 de diciembre de 2022, el Gobierno de Castro anunció que se suspenderían algunos derechos constitucionales en las ciudades de Tegucigalpa y San Pedro Sula para tomar medidas enérgicas contra las bandas criminales en esas dos ciudades, en particular la Mara Salvatrucha (MS-13) y la Pandilla Calle 18. Estas pandillas son acusadas de extorsionar a los residentes a cambio de protección contra la violencia y de matar a las personas que se niegan a pagar.
El 4 de Julio a 2 de agosto de 2023 tiene el toque de queda para realizar los operativos en Choloma y San Pedro Sula desde 11 p.m. a 4 a.m. con el fin de reducir o eliminar los homicidios y genocidios que ha habido en comunidades y ciudades de Choloma y San Pedro Sula
Desde 12 de julio de 2023 suspendió el toque de queda por el despido masivo de empleados y sigue la operación candado pero ampliando a todo el país

## Política fiscal
Con el Tratado de Libre Comercio entre Honduras y China esta presentando al congreso dedicado a sueldos y salarios mediante primas, de trabajo y mantención de niños y jóvenes siendo el primero la red solidaria, becas solidarias y bonos solidarios hasta trabajos solidarios y luego comercializar con BANASUPRO y luego exigir una IVA para migrantes y para hondureños una ISV
Y se reducirán de 150 % a 120 % el IVA y ISV para hacer barato los precios y no gastar tanto impuestos en 2024 por el gobierno de Xiomara Castro

## Política exterior

### Viajes internacionales de Xiomara Castro
Los viajes internacionales de la presidenta Xiomara Castro se refiere a todas las visitas oficiales que realiza la mandataria hondureña desde el 27 de enero de 2022 hasta el 27 de enero de 2026 a diferentes países del mundo. 

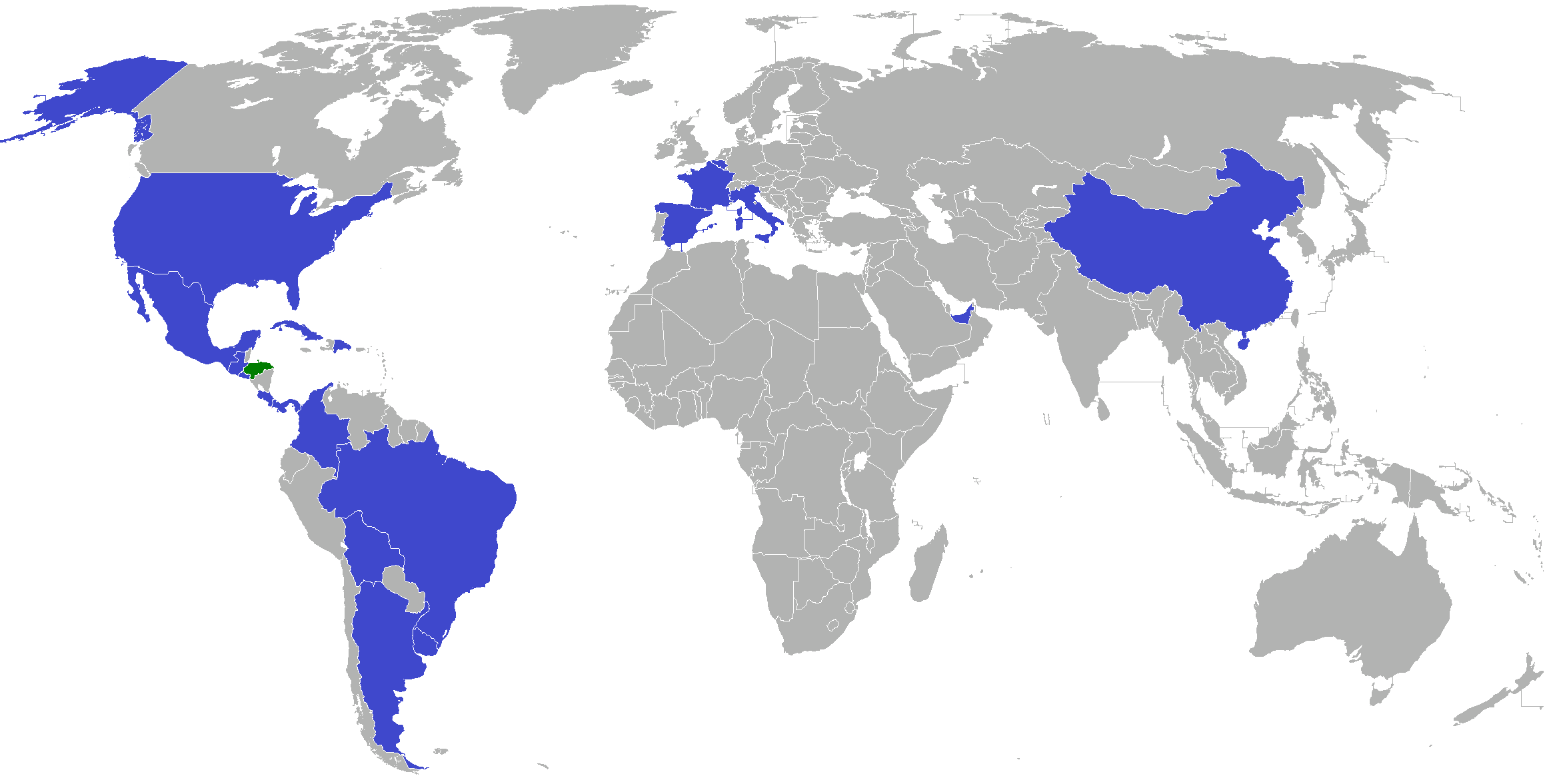
Viajes presidenciales realizados por la presidenta de Honduras Xiomara Castro Sarmiento desde el 27 de enero de 2022 hasta el 7 de agosto de 2025.

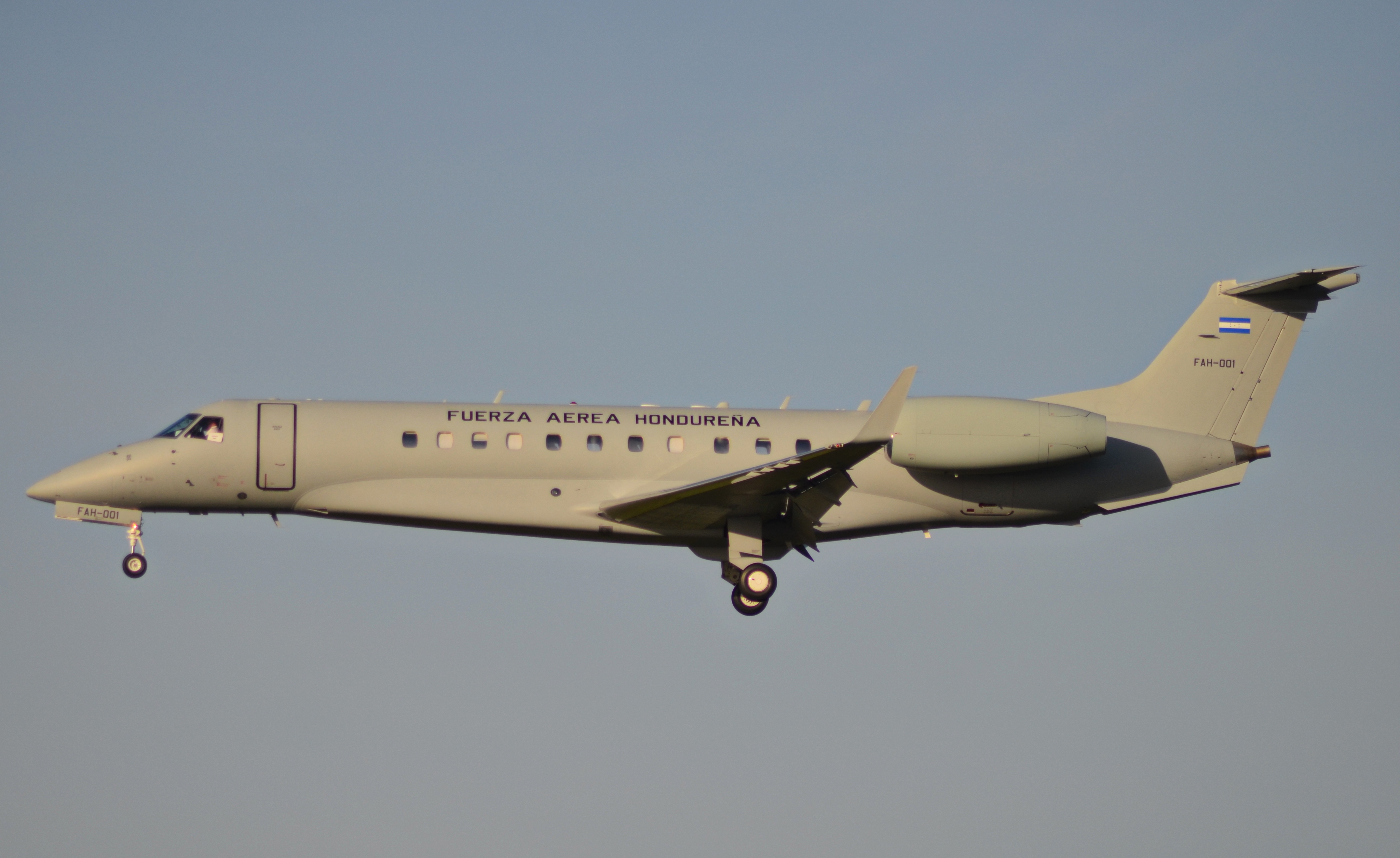
Avión presidencial de Honduras modelo Embraer Legacy 600 de fabricación brasileña.

Desde su investidura presidencial el desde el 27 de enero de 2022 hasta el 7 de agosto de 2025 (3 años y 7 meses), Xiomara Castro ha visitado 21 diferentes países del mundo realizando 28 viajes internacionales los cuales son:
- Cuatro Visitas a :
  - 1.-  Estados Unidos (Norteamérica)
- Dos Visitas a:
  - 2.-  Ciudad del Vaticano (Europa)
  - 3.-  México (Norteamérica)
  - 4.-  Panamá (Centroamérica)
  - 5.-  República Dominicana (Caribe)
- Una visita a :
  - 6.-  Argentina (Sudamérica)
  - 7.-  Bélgica (Europa)
  - 8.-  Bolivia (Sudamérica)
  - 9.-  Brasil (Sudamérica)
  - 10.-  China (Asia)
  - 11.-  Colombia (Sudamérica)
  - 12.-  Costa Rica (Centroamérica)
  - 13.-  Cuba (Caribe)
  - 14.-  Emiratos Árabes Unidos (Asia)
  - 15.-  El Salvador (Centroamérica)
  - 16.-  España (Europa)
  - 17.-  Guatemala (Centroamérica)
  - 18.-  Italia (Europa)
  - 19.-  Francia (Europa)
  - 20.-  San Vicente y las Granadinas (Caribe)
  - 21.-  Uruguay (Sudamérica)

La presidenta Castro asistió también a las tomas de posesión de los presidentes: Gustavo Petro de Colombia, Luiz Inácio Lula da Silva de Brazil, Bernardo Arévalo de Guatemala, Luis Abinader de República Dominicana, Claudia Sheinbaum de México y Yamandú Orsi de Uruguay. Además discursó en las Asambleas Generales de las Naciones Unidas celebradas entre 2022 y 2023.

### Estados Unidos
El 28 de agosto de 2024 la presidenta de Honduras, Xiomara Castro, ordenó dar por terminado el tratado de extradición entre ese país y los Estados Unidos. Esto en respuesta a lo que calificó como “injerencia” e “intervencionismo” por parte del país norteamericano, solo horas después de que la embajadora estadounidense, Laura Dogu, criticara la reunión en Venezuela del ministro de la Defensa, Manuel Zelaya Rosales, y el jefe del Estado Mayor Conjunto de las Fuerzas Armadas, Roosevelt Hernández, con el ministro de Defensa venezolano Vladimir Padrino, acusado en los Estados Unidos de delitos de narcotráfico desde 2019. El gobierno socialista de Castro defendió la decisión arguyendo que el tratado se podría emplear como una herramienta política para extraditar altos funcionarios y militares hondureños, mientras que varios sectores, como el Consejo Nacional Anticorrupción y el Consejo Hondureño de la Empresa Privada, pidieron al gobierno recular para impedir que Honduras se convirtiera en un “paraíso” para los narcos.
El convenio entre ambos países indica que la cancelación del mismo entrará en efecto 6 meses después de ser anunciada dicha cancelación, en este caso, el 28 de febrero de 2025. Sin embargo, 10 días antes y como producto de las negociaciones entre la Cancillería hondureña y la nueva administración estadounidense del presidente Donald Trump, se anunció que la extradición seguiría vigente hasta el 27 de enero de 2025 —fecha de la toma de posesión de una nueva presidencia en Honduras.
El 3 de septiembre, poco después de anunciarse la denuncia del tratado de extradición, fue revelado un "narcovideo" donde aparece el cuñado de la presidenta Castro, Carlos Zelaya, reunido con narcotraficantes hondureños y otros líderes del oficialista Partido Libre. La denuncia del tratado fue entonces vista como una maniobra del gobierno de Castro para proteger a su cuñado y posiblemente a otros allegados. Ese mismo día Castro dijo en cadena nacional que la publicación del video era parte de un complot “golpista” entre la oposición y la embajada estadounidense, lo cual reiteró en la Asamblea General de las Naciones Unidas de septiembre de 2024. El 25 de octubre de 2024, la presidenta Castro se reunió con la embajadora Dogu para estrechar relaciones «cordiales basadas en la independencia y soberanía de Honduras», dijo en un comunicado Casa Presidencial.

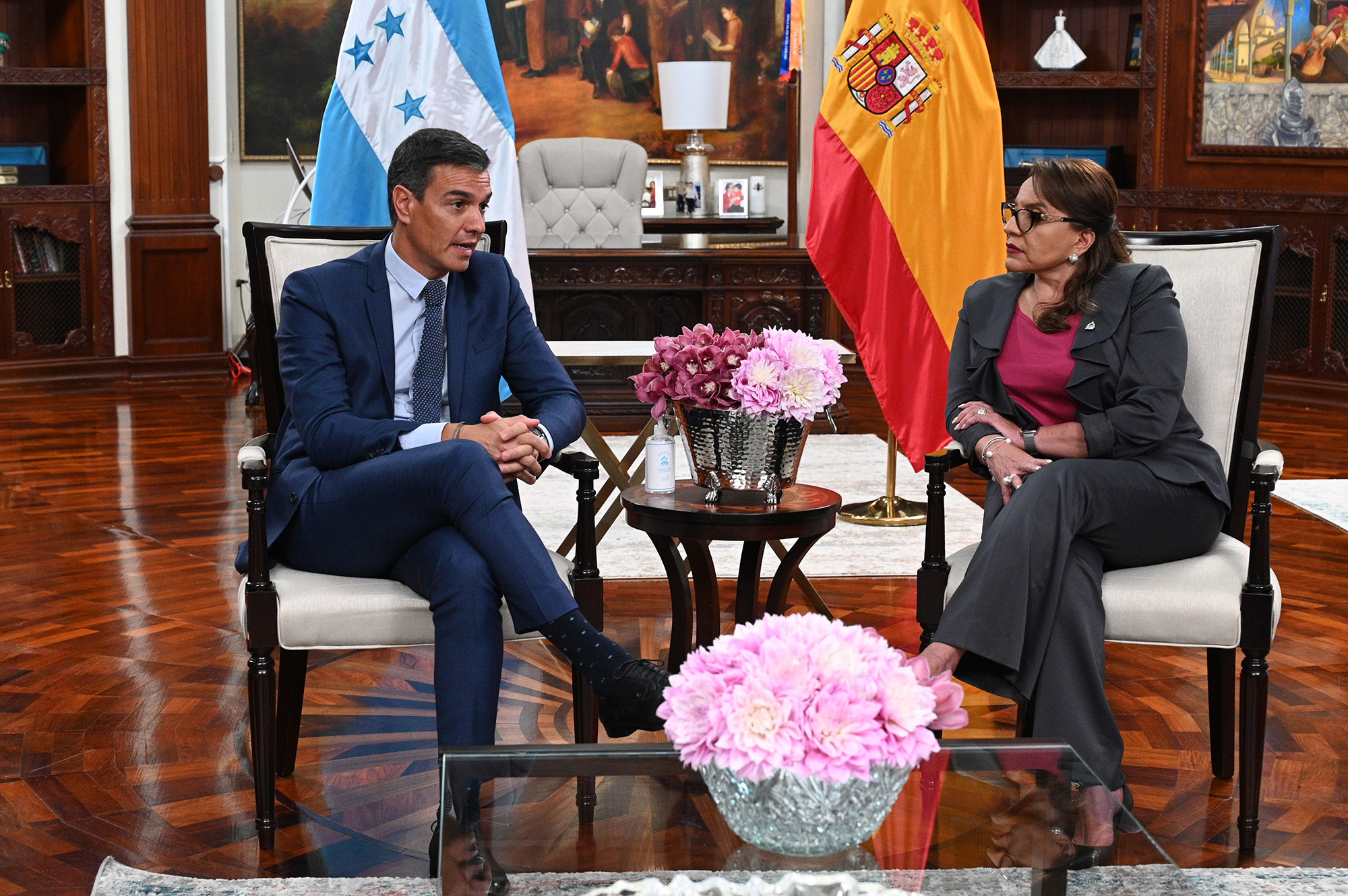
Castro y el presidente del Gobierno de España, Pedro Sánchez, en 2022 durante una gira en política a Latinoamérica.

### América Latina
Honduras afianzó sus relaciones diplomáticas con Venezuela, Cuba y Nicaragua. La presidenta Xiomara Castro pidió el cese del bloqueo a Cuba y el cese a las «agresiones» y al bloqueo a Venezuela durante sus discursos ante la ONU pronunciados en noviembre de 2022, noviembre de 2023 y noviembre de 2024. En los dos últimos también pidió el cese al bloqueo en Nicaragua.

#### Presidencia de la CELAC
El 1 de marzo de 2024, la presidenta de la República, Xiomara Castro, asumió la presidencia pro tempore de la Comunidad de Estados Latinoamericanos y Caribeños (CELAC), durante su VIII Cumbre en Kingstown, San Vicente y las Granadinas. 
Tras la primera cumbre de la Celac, Xiomara Castro, en su condición de presidenta pro tempore del Organismo, envió una carta al secretario general de la ONU, António Guterres, exigiendo un «alto al fuego inmediato» y la apertura de corredores humanitarios en la franja de Gaza, así como el reconocimiento del estado de Palestina. Esto basado en una resolución aprobada en la cumbre de la CELAC por 24 de sus 33 miembros, en la cual se condenaba la incursión militar de Israel en Gaza. La postura de Castro fue criticada por el embajador de Israel en Honduras, Eldad Golan, quien dijo que cualquier declaración debe exigir a los terroristas cesar todas las hostilidades y detener los ataques contra Israel. Durante la Cumbre se firmó además la Declaración de Kingstown, donde se declaró que la crisis en Haití exigía una solución liderada por ese país que abarcara «un diálogo amplio entre la sociedad civil y los actores políticos». Invocando dicha declaración, Castro instó a los miembros de la CELAC a actuar «de forma inmediata y eficiente» y rechazó cualquier «acción militar» en el país isleño.
El 17 de marzo, Xiomara Castro, en su condición de presidenta de la CELAC, felicitó al gobernante de Rusia, Vladímir Putin por imponerse como ganador en las elecciones presidenciales. Dos días después, 10 países miembros de la CELAC se desenmarcaron en un comunicado de las declaraciones de Castro, indicando que las mismas eran una opinión personal de la mandataria y no una postura consensuada de la CELAC. En el comunicado conjunto, Argentina, Chile, Costa Rica, Ecuador, Guatemala, Panamá, Paraguay, Perú, República Dominicana y Uruguay dijeron también no compartir las declaraciones de Castro sobre el conflicto entre Israel y Hamás, ni sobre la situación en Haití, recordando que cualquier documento o declaración en nombre de la CELAC debe ser consensuada.
El 26 de enero de 2025, la presidenta Castro convocó a una reunión "urgente" de presidentes y jefes de Estado para hablar sobre migración, medioambiente y unidad en la región. Castro indicó que su principal propósito era «tratar el tema de la migración» y buscar «construir estrategias colectivas frente esta gran problemática». La convocatoria se dio en medio de tensiones entre el gobierno de Colombia, liderado por Gustavo Petro, y el gobierno estadounidense de Donald Trump; cuando el primero se negó a recibir un avión de migrantes deportados desde los Estados Unidos. Petro confirmó su asistencia presencial a la reunión, que se llevaría a cabo en forma presencial y virtual en Tegucigalpa el 30 de enero. Sin embargo, el 28 de enero y ante la falta de respuesta de los demás Estados miembro, la Cancillería hondureña anunció en un comunicado la cancelación de la reunión, donde además lamentó que en el caso de Haití y en esta crisis migratoria nuevamente recibieran «la oposición sistemática de países miembros», que «han privilegiado otros principios e intereses diferentes a los de la región latinoamericana y caribeña como comunidad».

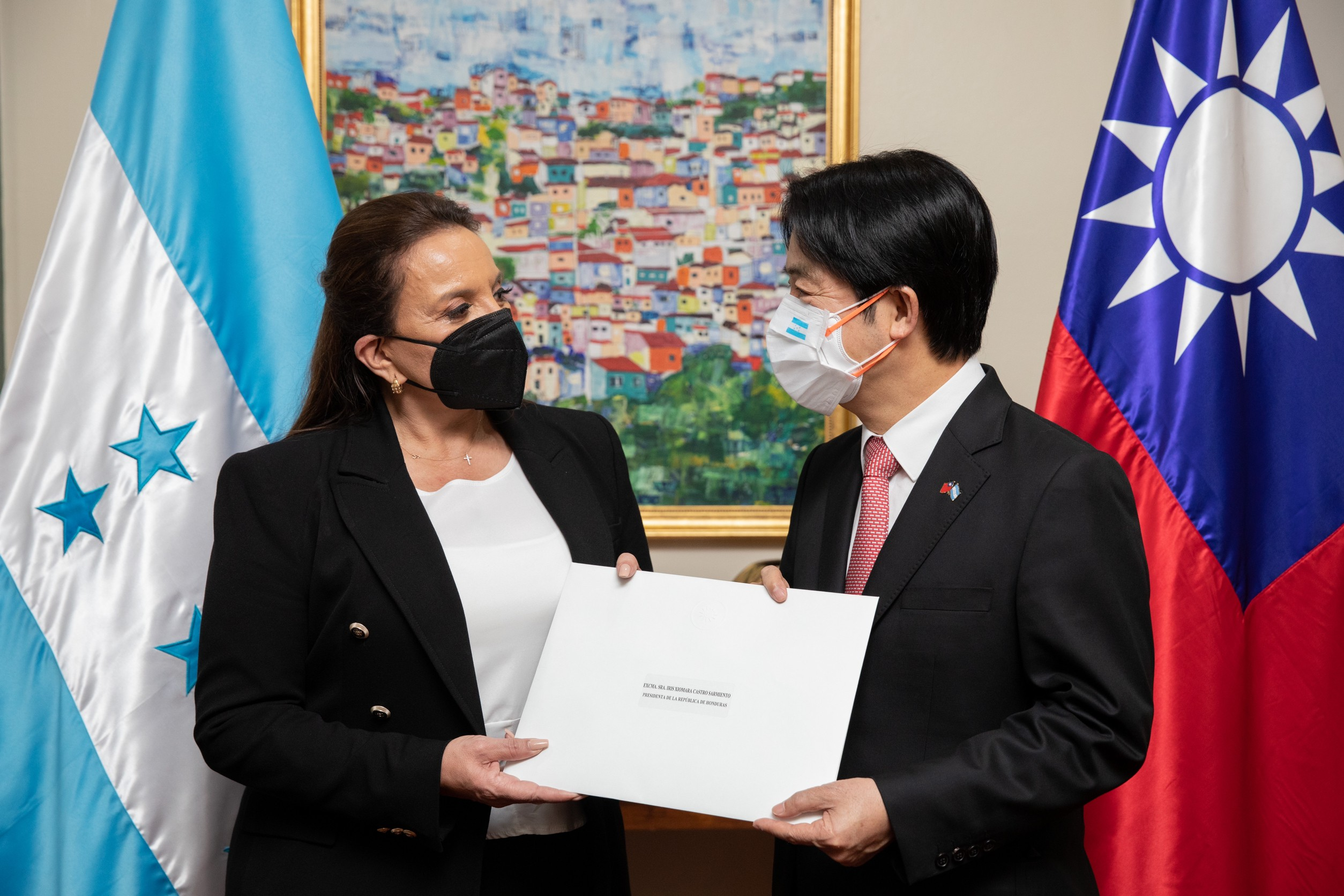
La presidenta Xiomara Castro y el vicepresidente taiwanés, Lai Ching‑te, en 2022.

### China
En marzo de 2023, Honduras estableció relaciones diplomáticas oficiales con la República Popular China, rompiendo, por consiguiente, las relaciones oficiales con la República de China (Taiwán) que mantenía desde 1941. En junio de ese año abrió la embajada hondureña en Beijing, China.
En julio de 2023 inició la primera ronda de negociaciones entre Honduras y China para acordar un Tratado de Libre Comercio (TLC). En febrero de 2024 ambos países firmaron un Acuerdo de Cosecha Temprana que entró en vigencia en septiembre y por el cual Honduras enviaría al país asiático camarón y otros productos libres de aranceles; esto para incentivar el proceso de negociación del TLC. En julio de ese año el Congreso aprobó una ley para posibilitar la entrada directa de camarón hondureño a China sin la necesidad de un TLC. Un par de días después Honduras mandó sus primeras 36 toneladas de camarón. El 15 de octubre el camarón hondureño comenzó a venderse en los mercados chinos.

### Japón
En diciembre de 2021 Honduras y Japón firmaron un acuerdo de cooperación para ejecutar ocho proyectos sociales que involucrarían a 42 mil personas; cuatro proyectos en el área de la salud, tres en educación y uno electricidad. Los proyectos fueron cubiertos por el Programa de Asistencia para Proyectos Comunitarios (APC) de Japón y sumaron una financiación de más de 600 mil dólares.
En enero de 2024, Honduras firmó dos convenios por 112 millones de dólares, 92 millones de los cuales tienen una tasa de interés del 1.1 %, un plazo de 40 años y un período de gracia de 40 años; mientras que los 20 millones restantes fueron donados para la construcción de un puente entre Tegucigalpa y Danlí.
Solo dos meses después, en marzo, el gobierno cerró otro acuerdo con el país oriental, esta vez un préstamos de 80 millones de dólares dirigidos a la construcción de dos hospitales del trauma en Tegucigalpa y San Pedro Sula.

## Transparencia

### Ley de Amnistía
La Ley para la Reconstrucción del Estado Constitucional de Derecho y para que los Hechos No se Repitan, conocida como Ley de Amnistía y emitida el 4 de febrero de 2022, fue considerada por muchos una medida para favorecer la impunidad de los funcionarios del gobierno de Manuel Zelaya, afines al gobierno de Castro; motivo por el cual es también conocida como Pacto de Impunidad II.
El artículo 4, literal A de dicho decreto contiene una amnistía «general, amplia e incondicional» para los funcionarios, empleados o autoridades electas durante el gobierno de Zelaya Rosales y que fueron «requeridos, acusados o procesados criminalmente por oponerse y protestar contra el golpe de Estado y por actos propios del ejercicio de su función pública, procesos que fueron calificados como políticamente motivados». El decreto, sin embargo, incluye en el indulto delitos de corrupción como falsificación de documentos, abuso de autoridad, violación de los deberes de los funcionarios, malversación de caudales públicos y fraude; esto pese a que la constitución hondureña dice en su artículo 205, numeral 16, que una amnistía solo puede otorgarse por delitos políticos y delitos comunes que sean conexos.
Entre las organizaciones que la consideraron un "pacto de impunidad" que menoscaba la rendición de cuentas se encontraron el Consejo Nacional Anticorrupción (CNA), el Consejo Hondureño de la Empresa Privada, y Cristosal, así como los funcionarios del gobierno de Castro, Doris Gutiérrez, designada presidencial, y Edmundo Orellana, asesor de Transparencia y Combate a la Corrupción. Para Ana María Calderón, exfiscal del Perú y exvocera de la desaparecida MACCIH la amnistía constituyó «una voluntad de generar impunidad y proteger a funcionarios que cometieron delitos». Por otro lado, Luis Urbina, jefe de la Unidad de Investigación, Análisis y Seguimiento de Casos del CNA criticó la discrecionalidad que otorga el decreto a los jueces para interpretar qué es un hecho «políticamente motivado», resaltando que en el caso de Flores Lanza el juez simplemente razonó que los delitos perdonados se encontraban listados en el decreto.
Mediante esta amnistía fue puesto en libertad Marcelo Chimirri, quien en 2017 había sido condenado a nueve años de prisión por enriquecimiento ilícito y a ocho años y seis meses por fraude y abuso de autoridad; y se le dio sobreseimiento definitivo a Enrique Flores Lanza, quien estaba prófugo en Nicaragua y enfrentaba cargos por fraude, abuso de autoridad y falsificación de documentos públicos. Ambos indultos fueron controvertidos. El CNA denunció en el Ministerio Público a los jueces que aplicaron el indulto, por el delito de prevaricato judicial.
La Sala de lo Penal de la Corte Suprema promovió de oficio un recurso de inconstitucionalidad contra la Ley de Amnistía, luego de concluir un análisis al mismo en marzo de 2022, el cual, a su vez, fue motivado por una solicitud del Tribunal de Sentencia de San Pedro Sula, que se declaró incompetente para resolver una solicitud de amnistía amparada en el decreto. El recurso argumentó que la Ley de Amnistía violaba los artículos 4, 41, 205, 219, 231 y 304 de la constitución de la República. El 8 de octubre de 2024 el pleno de la Corte Suprema declaró «no ha lugar» el recurso de inconstitucionalidad.

### Promesa de instalación de la CICIH
La instalación de una Comisión Internacional Contra la Corrupción y la Impunidad en Honduras (CICIH) fue una de las principales promesas de campaña de Xiomara Castro, quien afirmó además que ocurriría durante los primeros meses de gobierno. En febrero de 2022 la Cancillería de Honduras solicitó apoyo a la Secretaría General de Naciones Unidas (ONU) para la creación de una Comisión Internacional Contra la Impunidad en Honduras (CICIH). El 10 de mayo llegó una misión para reunirse con funcionarios del Gobierno y representantes de la sociedad civil, la cual elaboró un informe para el secretario general de Naciones Unidas, António Guterres.
Finalmente, el 15 de diciembre de 2022 se firmó en Nueva York un memorándum de entendimiento entre el secretario de Relaciones Exteriores, Eduardo Enrique Reina y el subsecretario de Naciones Unidas, Miroslav Jenča, el cual vencía en 6 meses. El mismo ha sido renovado por 6 meses más en cuatro ocasiones, siendo su nueva fecha de vencimiento en junio de 2025. Dicho memorándum establece un plan de cooperación en dos fases, la primera de las cuales consiste en crear en el sistema legal del país las condiciones necesarias para instalar la un mecanismo internacional «imparcial, independiente y autónomo». En el numeral 6, punto d del memorándum se señalan algunas condiciones necesarias para instalar la CICIH: reformar el marco legal sobre enriquecimiento ilícito y lavado de activos, derogar el decreto 116-19 que limita las funciones al Ministerio Público y modificar las regulaciones normativas de la Comisión de Banca y Seguros.
Como parte del acuerdo, la ONU ha enviado expertos al país en varias ocasiones, siendo la primera visita el 9 de julio de 2023, donde se reunieron con representantes de los tres poderes del Estado. En enero de 2024, el gobierno de Honduras nombró una comisión encargada de negociar con las Naciones Unidas. La misma se compone de Rixi Moncada, exministra de Finanzas, Manuel Díaz Galeas, procurador de la República, Mayra Mejía, exministra de Trabajo en el gobierno del Poder Ciudadano, y el canciller Enrique Reina.
En abril de 2024, la diputada Hortensia Zelaya, hija de la presidenta Xiomara Castro, presentó una moción ante el Congreso Nacional para elevar a rango constitucional la CICIH y blindarla de una posible disolución. La moción no fue aprobada y fue vista por algunos sectores como una maniobra política para atrasar su llegada. En julio de 2024 el asesor presidencial, Manuel Zelaya, reconoció que existían 14 condiciones solicitadas por Naciones Unidas, de las cuales se habían cumplido nueve; afirmando además que esas condiciones eran las que habían atrasado la instalación de la CICIH.
Entre julio y octubre de 2023, una Misión del Equipo de Expertos de Naciones Unidas visitó al país en cuatro ocasiones e identificó 18 requisitos mínimos para la instalación de la CICIH, los cuales se hicieron públicos por un medio digital en diciembre de 2024. El documento señala la existencia de «un sistema de inmunidades exacerbado, fueros especiales y amnistías otorgadas tanto previamente como con posterioridad a la comisión de posibles actos delictivos», así como la existencia de un andamiaje legal que facilita la apropiación indebida de recursos por parte de funcionarios y ciudadanos privados. En concreto, la misión recomendó derogar el artículo 8 de la Ley de Aminstía, que manda que la CICIH estará conformada por expertos escogidos por el Estado de Honduras, también su artículo 4 literal a, que incluye los delitos perdonados en la Amnistía. La misión recomendó que dichos delitos sean exclusivamente delitos políticos. Aconsejó además derogar el Decreto 117-2019 sobre la inmunidad para diputados por actos cometidos en el ejercicio de su función legislativa, que extingue anticipadamente la responsabilidad civil, penal y disciplinaria. También reformas los artículos 17 y 96 del Código Procesal Penal; entre otras sugerencias. La Misión recomendó además crear a lo interno del Ministerio Público una Unidad Fiscal de Casos de Alta Complejidad a la que debería incorporarse el juzgado de privación de dominio.
Las Misión reconoció también los avances hechos en la legislación para la instalación de la CICIH, como la derogación de los decretos 93-2021 y 57-2020, que correspondían a reformas a la Ley Especial de Lavado de Activos y a la interpretación de los artículos 217, 219 y 220 del Código Procesal Penal. Dicha reforma reincorporó la responsabilidad penal de personas jurídicas para casos de lavado de activos, levantó la reserva de información bancaria, tributaria y profesional vinculada con investigaciones de lavado de dinero y devolvió a los fiscales la facultad de requerir y obtener información sin autorización judicial. Otro punto destacado fue la derogación del Decreto 116-2019, en agosto de 2023, que establecía el mecanismo de liquidación de los llamados “fondos departamentales” y que incluía la extinción de responsabilidad penal, administrativa y civil para todos los actores involucrados en la ejecución de los mismos y condicionaba la actuación autónoma del Ministerio Público para investigar posibles delitos de enriquecimiento ilícito.
Los detalles de las negociaciones entre Honduras y la ONU sobre la instalación de la CICIH se han mantenido en secreto. En numerosas ocasiones organizaciones de sociedad civil han pedido al gobierno hacer públicas las mismas. El canciller, Enrique Reina, dijo a finales de 2024 que se solicitó a la ONU la desclasificación de documentos, pero que por requerimientos de la ONU esto nunca fue posible. El numeral 14 del memorándum de entendimiento entre el Estados de Honduras y la ONU establece que los documentos sobre la negociación se podrán compartir con terceros con la aprobación de ambas partes.
Algunos sectores como la Articulación Ciudadana Transparencia y Justicia, y el presidente del Colegio de Abogados de Honduras cuestionaron la falta de voluntad para traer la CICIH, señalando como contraproducente la inclusión de Rixi Moncada en la comisión negociadora. Por su parte, representantes del Poder Ejecutivo, como el canciller Enrique Reina y la designada presidencial Doris Gutiérrez dijeron que la culpa fue del Congreso Nacional, donde no quisieron aprobar las reformas necesarias. Para el director de la Asociación para una Sociedad más Justa, Carlos Hernández, la promesa de la CICIH fue una farsa del gobierno para ganar votos.

## Escándalos

### Asesinato de Juan López
Un asesinato que tomó especial notoriedad fue el del líder ambientalista y consejal del municipio de Tocoa, Colón, Juan Antonio López, el 14 de septiembre de 2024, quien fue tiroteado al salir de una iglesia en ese municipio. López, de 46 años, contaba con medidas cautelares por la Comisión Interamericana de Derechos Humanos (CIDH) desde finales de 2023 y era un activista contra el proyecto en el río Guapinol, en Colón, llevado a cabo por la Minera Los Pinares Ecotek. La magnitud del caso se comparó con el del asesinato de la líder ambientalista Berta Cáceres en 2016.
Tras el asesinato, la presidenta de la República Xiomara Castro exigió su esclarecimiento en cadena nacional y expresó su solidaridad con los familiares y compañeros de lucha de López. Por su parte, el Consejo Cívico de Organizaciones Populares e Indígenas de Honduras (Copinh) expresó: «El Estado y (el) gobierno de Xiomara Castro de Honduras son responsables de este nuevo asesinato por no garantizar la vida de Juan». Se pronunciaron además la Oficina del Alto Comisionado de las Naciones Unidas para los Derechos Humanos (Oacnudh) y el Comisionado Nacional de los Derechos Humanos en Honduras (Conadeh), exigiendo al Estado hondureño una investigación rápida e imparcial. El 27 de septiembre más de 100 organizaciones de Honduras, Latinoamérica y Estados Unidos se dirigieron en una carta abierta a la presidenta Castro para pedirle tomar acciones en torno al asesinato de López, recomendándole que se apoyara en las instancias internacionales. El asesinato de López, quien además era integrante de la Red Eclesial Mesoamericana, fue condenado por la Conferencia Episcopal de Honduras y el Consejo Episcopal Latinoamericano, y lamentado por el papa Francisco.
Solo un día después del asesinato, el sacerdote jesuita y párroco de Tocoa, Carlos Orellana, dijo en su homilía que el alcalde de Tocoa, Adán Fúnez, era el autor intelectual del crimen. En el pasado, el activista Juan López había denunciado múltiples amenazas de parte del alcalde, de Inversiones Los Pinares, de Grupo EMCO y de Inversiones Ecotek. Días antes del asesinato, López, coordinador del Partido Libertad y Refundación, había exigido la renuncia del alcalde Fúnez, del mismo partido, tras haber aparecido en un video negociando sumas de dinero con narcotraficantes.

### Narcovideo
El 3 de septiembre de 2024, InSight Crime publicó un video, de fuente anónima, donde se muestra a Carlos Zelaya, hermano de Manuel Zelaya, cuñado de la presidenta Castro y entonces secretario del Congreso Nacional; a Carlos Muñoz, quien fue candidato a diputado suplente de Manuel Zelaya y a Adán Fúnez, alcalde de Tocoa por el Partido Libre, negociando con narcotraficantes la entrega de dinero para la campaña presidencial de Xiomara Castro en las elecciones de 2013. 
El "narcovideo", como fue llamado, dura 34 minutos y fue grabado desde una cámara espía escondida en un reloj de mano en noviembre de 2013. En este se oye a Carlos Zelaya negociando el alquiler de 10 vehículos además, de la suma que cada narcotraficante entregaría a Manuel Zelaya para que el Partido Libre los usara durante la campaña. Los narcotraficantes presentes en la reunión fueron Carlos Lobo, alias “El Negro Lobo”, Ramón Matta Waldurraga, hijo de Ramón Matta Ballesteros, Héctor Fernández Rosa, alias “Don H”, y Devis Rivera, quien grabó todo. Los narcos acuerdan dar un aporte de $ 650,000, a lo que Carlos Zelaya responde «La mitad que sea para el comandante» —apodo de Manuel Zelaya. También mencionan una ocasión en la que enviaron dinero a Manuel Zelaya, pero este nunca fue entregado; así como una reunión entre este y Fernández Rosa para pactar que Zelaya nombrara a un viceministro de Seguridad escogido por los narcos. Fernández Rosa también menciona le prestó su helicóptero a Zelaya durante su campaña presidencial en 2005.
Tres días antes de la publicación del video, Carlos Zelaya reconoció la existencia del mismo y también dijo que otra persona organizó esa reunión con quienes él creyó que eran empresarios. Dijo haberse reunido sin el conocimiento de su hermano Manuel Zelaya ni de la ahora presidenta Xiomara Castro, además negó haber recibido el dinero acordado. Horas después de sus declaraciones, su hijo, José Manuel Zelaya, renunció a su cargo como secretario de Defensa. Carlos Zelaya también presentó su renuncia como diputado ante el Congreso Nacional, la cual fue aceptada por 96 de los 128 diputados el 18 de septiembre.
Tras la publicación del video, la presidenta Castro dijo en cadena nacional: «En relación con el vídeo de 2013 publicado en las redes, condeno cualquier tipo de negociación entre narcotraficantes y políticos». Días antes de la publicación del narcovideo, el 28 de agosto, Castro había anunciado la cancelación del tratado de extradición entre Honduras y los Estados Unidos, aduciendo intervencionismo. Esta acción fue posteriormente considerada una estrategia para proteger a Carlos Zelaya u otras personas cercanas de ser extraditadas.
En febrero de 2025, un medio nacional reveló que Carlos Zelaya, después de su renuncia, recibió cuatro transferencias mensuales, de 175 mil lempiras cada una, a su cuenta de ahorro, por parte del Congreso Nacional, mismas que no aparecieron en el portal de transparencia de ese órgano estatal. Posteriormente, en mayo, otro medio nacional corroboró de forma independiente que Zelaya seguía recibiendo dichos pagos mensualmente, agregando que cada uno de ellos excedía el salario de cualquier funcionario del Congreso Nacional. Ese mismo mes el Tribunal Superior de Cuentas anunció la existencia de una investigación en cursos sobre esos pagos.

## Agenda nacional e internacional
La presidenta Xiomara Castro y su equipo han realizado y asistido a múltiples eventos oficiales. No se incluyen en esta sección los eventos de inauguración de obras públicas.

### Eventos de la Presidencia
Condecoración a figuras políticas por su apoyo a Manuel Zelaya durante el golpe de Estado en Honduras de 2009 (Casa Presidencial, 4 de julio de 2022): Se condecoró a los expresidentes Rafael Correa de Ecuador, Fernando Lugo de Paraguay —quienes asistieron al evento—, Leonel Fernández de República Dominicana, Evo Morales de Bolivia, Cristina Fernández de Kirchner de Argentina, Raúl Castro y Fidel Castro de Cuba, Luiz Inácio Lula da Silva de Brazil y Hugo Chávez de Venezuela. Además a los gobernantes Daniel Ortega de Nicaragua, Nicolás Maduro de Venezuela y Miguel Díaz-Canel de Cuba. Fueron condecorados también la excanciller de Honduras, Patricia Rodas, y el excanciller de Venezuela, Jorge Arreaza.
Entrega de premios periodísticos Mártires de la Resistencia (Casa Presidencial, 30 de mayo de 2024): Creados por la presidenta Castro con el fin de «preservar la memoria, mantener viva la lucha y el legado de los mártires, quienes nunca morirán y que nunca serán olvidados». Cada premio fue nombrado en honor a un “mártir de la Resistencia”.
Entrega de premios periodísticos Mártires de la Resistencia (Casa Presidencial, 28 de mayo de 2025).